# Elias Van Breussegem
Elias Van Breussegem (Oudenaarde, 10 d'abril de 1992) és un ciclista belga, professional des del 2014. Actualment corre a l'equip Shifting Gears.

## Palmarès
- 2014
  -  Campió de Bèlgica sub-23 en contrarellotge
- 2016
  - 1r al Tríptic de les Ardenes i vencedor d'una etapa
  - 1r a l'Omloop Het Nieuwsblad sub-23
- 2019
  - 1r a la Wanzele Koerse
- 2021
  - 1r al Dorpenomloop Rucphen
- 2023
  -  Campió de Bèlgica en contrarellotge elit sense contracte
  - 1r a l'Oost-Vlaamse Sluitingsprijs
  - 1r a la Mosselkoers
- 2024
  -  Campió de Bèlgica elit sense contracte
  - Campió de Flandes Oriental en ruta
  - Campió de Flandes Oriental en contrarellotge
  - 1r a la Fletxa Mosane
  - 1r a l'Heusden Koers
  - Vencedor d'una etapa al Tour de Salalah